# تاکاهیتو ایچینو
تاکاهیتو ایچینو (ژاپنی: 一井 賢人؛ زادهٔ ۱۱ نوامبر ۱۹۹۳) یک بازیکن فوتبال اهل ژاپن است.
از باشگاه‌هایی که در آن بازی کرده‌است می‌توان به باشگاه ورزشی یوکوهاما اشاره کرد.